# Clinocefalia
La Clinocefalia (del griego Kliné lecho, silla de montar; y Kephalé, cabeza) es una malformación congénita causada por un cierre parcial de la sutura sagital en el obelión (punto medio de la sutura). Se traduce en un aplastamiento del vértice de la cabeza o incluso una incurvación de la bóveda de un feto, asimilándose a la forma de una silla de montar.